# Gynaecologie

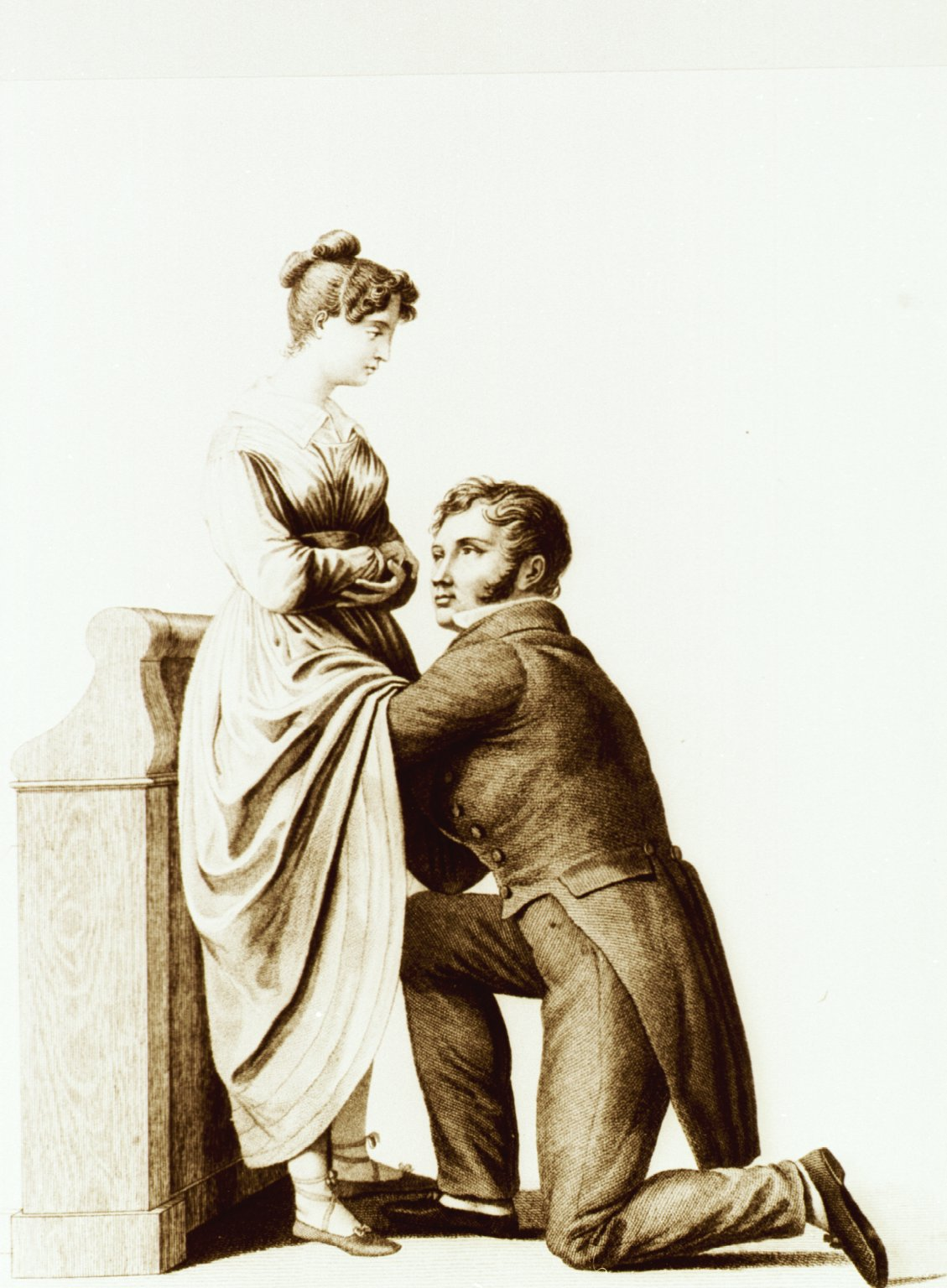
Verloskundig onderzoek anno 1822

Gynaecologie is de specialisatie in de geneeskunde die zich bezighoudt met organen en ziekten die specifiek zijn voor vrouwen. Een arts die gespecialiseerd is in de gynaecologie wordt gynaecoloog of vrouwenarts genoemd.
Tegenwoordig bestaan er verschillende deelspecialisaties of aandachtsgebieden binnen de specialisatie gynaecologie:
- Verloskunde (obstetrie) en prenatale diagnostiek.
- Voortplantingsgeneeskunde en endocrinologie (hormoonhuishouding).
- Algemene en minimaal invasieve gynaecologie (inclusief laparoscopische en hysteroscopische ingrepen).
- Gynaecologische oncologie.
- Urogynaecologie: bekkenbodemproblematiek, van verzakking tot incontinentie.

De eerste vrouwelijke gynaecoloog van Zwitserland was Marie Heim-Vögtlin.